# 杨议
杨议（1962年5月25日—），本名杨仪，天津人，汉族，相声演员，电视剧导演、演员。相声演员杨少华的第五个孩子。1983年，随河北保定的曲艺团第一次到外地演出。1995年，在一次相声大奖赛获得表演第一名。2004年，入北京市曲艺团。后也进入影视等娱乐行业。

## 主要作品
- 相声《歌厅轶事》、《如此办学》、《潇洒走一回》、《肉烂在锅里》等。
- 影视作品《防守反击》、《大栅栏》、《有人爱没人疼》、《美好生活》、《一手托两家》等。
- 舞台戏剧《疯狂短信》（2003年）。
- 都市系列喜剧《杨光的快乐生活》（第一部）（20集，2004年）。
- 《杨光的快乐生活》（第二部）（18集，2005年）。
- 《杨光的快乐生活》（第三部）（20集，2006年）。
- 《杨光的快乐生活》（第四部）（38集，2008年）。
- 《杨光的快乐生活》（第五部）（34集，2009年）。
- 《杨光的快乐生活》（第六部）（22集，2009年）。
- 《杨光的新生活》（又名：《杨光的快乐生活》（第七部））（38集，2009年）。
- 《杨光的爱情故事》（又名：《杨光的快乐生活》（第八部））（34集，2010年）。
- 《杨光的夏天》（又名：《杨光的快乐生活》（第九部））（32集，2013年）。
- 《杨光那些事──艺人》，2017年8月开机[3]

## 外部連結
- 杨议小弟的新浪微博
- 杨议在豆瓣上的资料（简体中文）
- 杨议在时光网上的簡介（简体中文）
- 杨议在香港影庫上的簡介